# ブルース・ティム
ブルース・ティム（Bruce Walter Timm、1961年 - ）はアメリカ合衆国のアニメーター、アニメーション監督、プロデューサー、漫画家である。
代表作に『バットマン（Batman: The Animated series）』などがある。

## 経歴
ジャック・カービーらのコミックを読んで育ち、多大な影響を受ける。アニメーションの技法を独学で習得後、1981年にフィルメーション・スタジオへ入社しアニメーターとしてのキャリアをスタートさせる。一時期ドン・ブルース・プロダクションに出向き『ニムの秘密』に参加。フィルメーション退社後はマーベル・プロダクションやDICエンターテインメント、マテル等でアニメーター、イラストレーターとして従事。
1989年にワーナー・ブラザース・アニメーションに入社。『タイニー・トゥーンズ』にキャラクターデザイナーやストーリーボードアーティストとして参加した後、脚本家のポール・ディニ、背景デザイナーのエリック・ラドムスキ、プロデューサーのアラン・バーネットと共に『バットマン（Batman: The Animated series）』の制作に取り掛かる。ダーク・デコと形容される暗いトーンを基調としたスタイルを確立し、同作はエミー賞を受賞した。また、同作においてキャラクター「ハーレイ・クイン」を生み出し、後の実写劇場版でも登場するほど人気を博した。その後、『スーパーマン』、『バットマン・ザ・フューチャー』、『ジャスティス・リーグ』のシリーズに連続して制作に携わった。
近年はワーナー・ブラザース・アニメーション製作のDCコミックOVAにエグゼクティブプロデューサーとして携わっている。

## 影響
前述のジャック・カービーの他、ハーヴェイ・カーツマン、ジム・ステランコ、ジョン・バスセマ、ワリー・ウッド、フランク・フラゼッタ、ダン・デカーロ、アレックス・トスといったアメコミアーティストに影響を受けている。また、マックス・フライシャーによるスーパーマンの短編も愛好しており、ティムのアール・デコ調のスタイルに大きな影響を及ぼしている。

## 参加作品

### テレビアニメ
- The Kid Super Power Hour with Shazam!（1981年）レイアウト原画
- Blackstar（1981年 - 1982年）レイアウト原画
- He-Man and the Masters of the Universe（1983年 - 1985年）レイアウト原画
- 地上最強のエキスパートチーム G.I.ジョー（1983年 - 1987年）モデルデザイナー
- She-Ra: Princess of Power（1985年 - 1986年）キャラクターデザインアーティスト、レイアウト原画
- 新マイティマウス（1987年-1988年）レイアウト監修、レイアウト原画
- The New Adventures of Beany and Cecil（1988年）ストーリーボード、演出、レイアウト原画
- The Real Ghostbusters（1988年）キャラクターデザイン
- タイニー・トゥーンズ（1990年 - 1995年）キャラクターデザイン、背景デザイン、脚本、ストーリーボード
- The Plucky Duck Show（1992年）ストーリーボード
- バットマン（Batman: The Animated series）（1992年 - 1995年）プロデューサー、メインキャラクターデザイン、構成、脚本、ストーリーボード、演出
- スーパーマン（1996年 - 2000年）プロデューサー、キャラクターデザイン、脚本、ストーリーボード、演出
- The New Batman Adventures（1997年 - 1999年）プロデューサー、キャラクターデザイン、脚本、ストーリーボード
- バットマン・ザ・フューチャー（1999年 - 2001年）プロデューサー、キャラクターデザイン
- ジャスティス・リーグ（2001年 - 2004年）プロデューサー、キャラクターデザイン、メインタイトルデザイン、脚本
- ティーン・タイタンズ（2003年 - 2006年）プロデューサー ※シーズン2まで
- ダック・ドジャース（2003年 - 2005年）　23話キャラクターデザイン、23話背景デザイン
- Justice League Unlimited（2004年 - 2006年）プロデューサー、キャラクターデザイン、ストーリーボード
- Green Lantern: The Animated Series（2012年 - 2013年）制作総指揮
- Justice League: Gods and Monsters Chronicles（2015年）制作総指揮、監督

### 劇場アニメ
- ニムの秘密（1982年）アシスタントアニメーター
- バットマン/マスク・オブ・ファンタズム（1993年）製作、監督、ストーリーボード、キャラクターデザイン

### OVA
- バットマン・ザ・フューチャー 甦ったジョーカー（2000年）プロデューサー、原案、ストーリーボード、キャラクターデザイン
- Batman: Mystery of the Batwoman（2003年）スペシャルサンクス
- Superman: Doomsday（2007年）プロデューサー、監督
- Justice League: The New Frontier（2008年）エグゼクティブプロデューサー
- バットマン ゴッサムナイト（2008年）エグゼクティブプロデューサー
- Wonder Woman（2009年）プロデューサー
- Green Lantern: First Flight（2009年）プロデューサー
- Superman/Batman: Public Enemies （2009年）エグゼクティブプロデューサー
- DC Showcase: The Spectre（2010年）エグゼクティブプロデューサー
- ジャスティス・リーグ Crisis On Two Earths（2010年）エグゼクティブプロデューサー
- DC Showcase: Jonah Hex（2010年）エグゼクティブプロデューサー
- Batman: Under the Red Hood （2010年）エグゼクティブプロデューサー
- DC Showcase: Green Arrow（2010年）エグゼクティブプロデューサー
- Superman/Shazam!: The Return of Black Adam（2010年）エグゼクティブプロデューサー
- All-Star Superman（2011年）プロデューサー
- Green Lantern: Emerald Knights （2011年）エグゼクティブプロデューサー
- Batman: Year One（2011年）エグゼクティブプロデューサー
- DC Showcase: Catwoman（2011年）エグゼクティブプロデューサー
- Justice League: Doom（2012年）エグゼクティブプロデューサー
- Superman vs. The Elite（2012年）エグゼクティブプロデューサー
- Batman: The Dark Knight Returns（2012年）エグゼクティブプロデューサー
- Justice League: Gods and Monsters（2015年）エグゼクティブプロデューサー
- バットマン：キリングジョーク（2016年）エグゼクティブプロデューサー
- バットマン&ハーレイ・クイン（2017年）エグゼクティブプロデューサー、原案、脚本、ストーリーボード

### 漫画
- バットマン:マッドラブ（1994年）作画
- ハーレイ&アイビー（2004年）作画

### その他
- Superman 75（2013年）※ザック・スナイダーと共同制作の短編